# شون ليهي
شون ليهي (بالإنجليزية: Sean Leahy)‏ هو رسام كارتون أسترالي، ولد في 1958.

## وصلات خارجية
- الموقع الرسمي